# Luc Plamondon
Luc Plamondon (Saint-Raymond, 1942. március 2.) kanadai-francia dalszövegíró.

## Élete
Plamondon számos előadóművész számára írt dalokat, köztük voltak a québeci Bruno Pelletier, Diane Dufresne, Robert Charlebois, Céline Dion, Ginette Reno, Fabienne Thibeault, Martine St. Clair és Garou, valamint a francia Julien Clerc, Nicole Croisille és Johnny Hallyday. Több színházi musicalben is közreműködött, melyek közül a legsikeresebbek voltak a Starmania és a Notre Dame de Paris.
Bár szövegei anglicizmussal teliek és több elismerést is elfogadott kanadai intézményektől, Plamondon francia nacionalista és québeci elszakadáspárti. Ellenzi az internetes zenei kalózkodást. Testvére, Louis Plamondon, a kanadai Képviselőház régi tagja.

## Elismerései
- Québec Nemzeti Rend lovagja (1990)[8]
- Kanada Rend tiszti fokozata (2002)[9]
- Csillag a kanadai hírességek sétányán (2003)[10]
- Canadian Songwriters Hall of Fame (2011)[11]